# Ostinato destino
Pour plus de détails, voir Fiche technique et Distribution.
Ostinato destino est un film italien réalisé par Gianfranco Albano, sorti en 1992. Prolifique réalisateur pour la télévision, Gianfranco Albano signe avec cette comédie son unique film pour le cinéma.

## Synopsis
Carolina Rambaldi (Lauretta Masiero) est une riche veuve délaissée par ses trois enfants : Marcello (Alessandro Gassman), un bon à rien fainéant et séducteur, Lucrezia (Angela Finocchiaro), une présentatrice de télévision stérile et autoritaire et Cesare (Gustavo Frigerio), un écrivain raté et homosexuel. À sa mort, elle stipule que sa fortune reviendra au premier de ses enfants qui lui donnera une descendance dans les dix-huit mois. Marcello rencontre alors Marina (Monica Bellucci), une tueuse en série qui tombe de suite enceinte avant de faire une fausse couche. Pour obtenir malgré tout l'héritage, elle va en Allemagne dans une clinique spécialisée dans la transplantation d'embryons pour les femmes stériles et demande à sa sœur jumelle de rester avec Marcello en attendant, afin de faire diversion.

## Fiche technique
- Titre : Ostinato destino
- Titre original : Ostinato destino
- Réalisation : Gianfranco Albano
- Scénario : Francesco Costa, Antonio Nibby
- Photographie : Franco Lecca
- Montage : Gino Bartolini
- Musique : Carlo Siliotto
- Costumes : Alberto Verso
- Producteur : Massimo Ferrero, Giovanni Bertolucci, Achille Manzotti
- Société de production : San Francisco Film, Faso Film
- Pays de production :  Italie
- Langage : Italien
- Format : Couleur
- Genre : Comédie dramatique
- Durée : 93 minutes (1 h 33)
- Dates de sortie :
  - Italie : 28 mai 1992

## Distribution
- Monica Bellucci : Marina/Angela
- Alessandro Gassman : Marcello Rambaldi
- Angela Finocchiaro : Lucrezia Rambaldi
- Marina Berti : Eva Meyer
- Gustavo Frigerio : Cesare Rambaldi
- Armando Francioli : le majordome
- Lauretta Masiero : Carolina Rambaldi
- Maria Luisa Speronero
- Rocco Bellanova
- Valeria Catalani
- Giulia Catalani
- Thywill Amenia
- Beatrice Kruger
- Christina Engelhardt
- Silveria Saban
- Sergio Forcina
- Sergio Fiorentini